# Allmannshofen

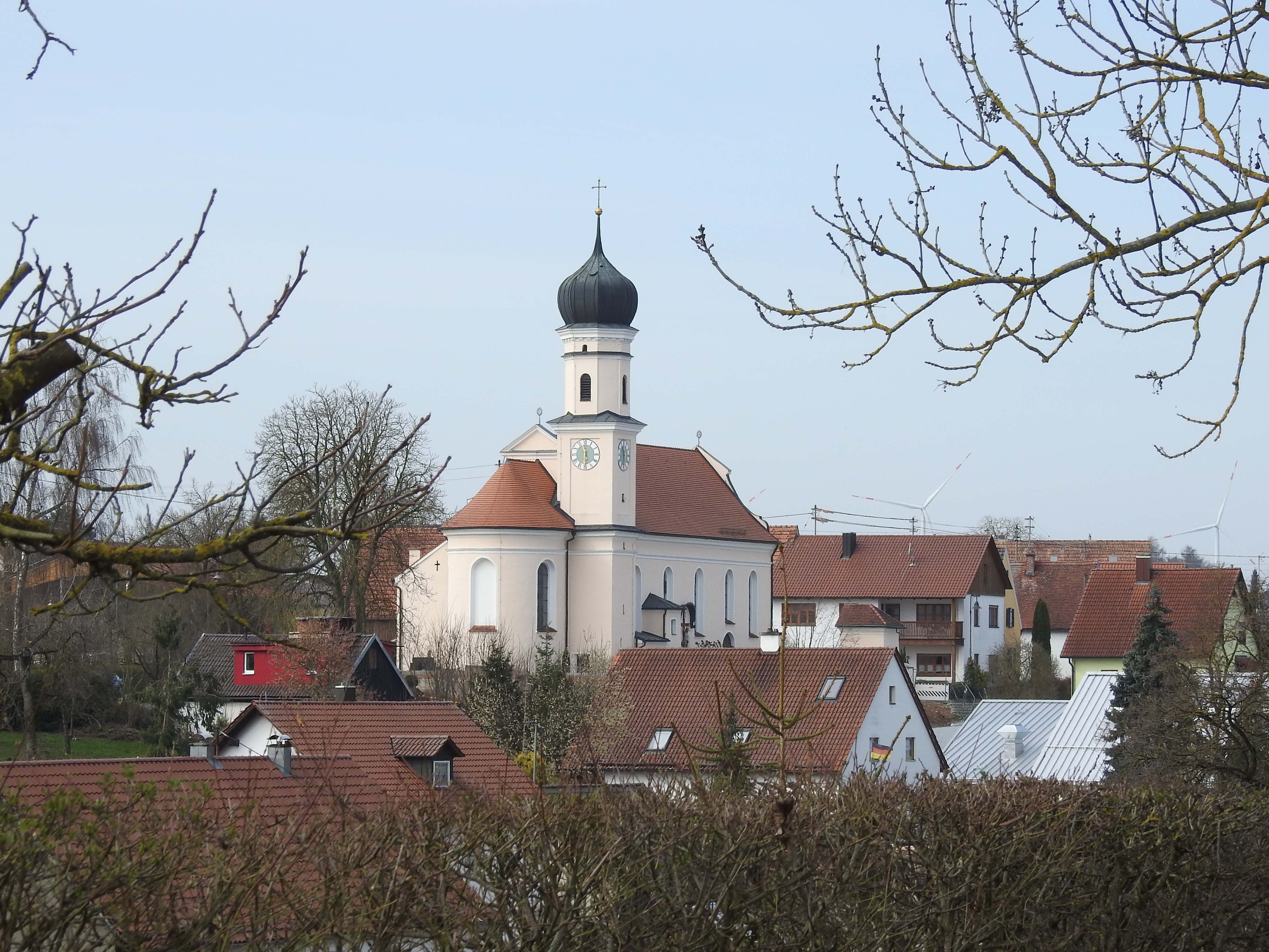
Allmannshofen mit St. Nikolaus von Nordosten

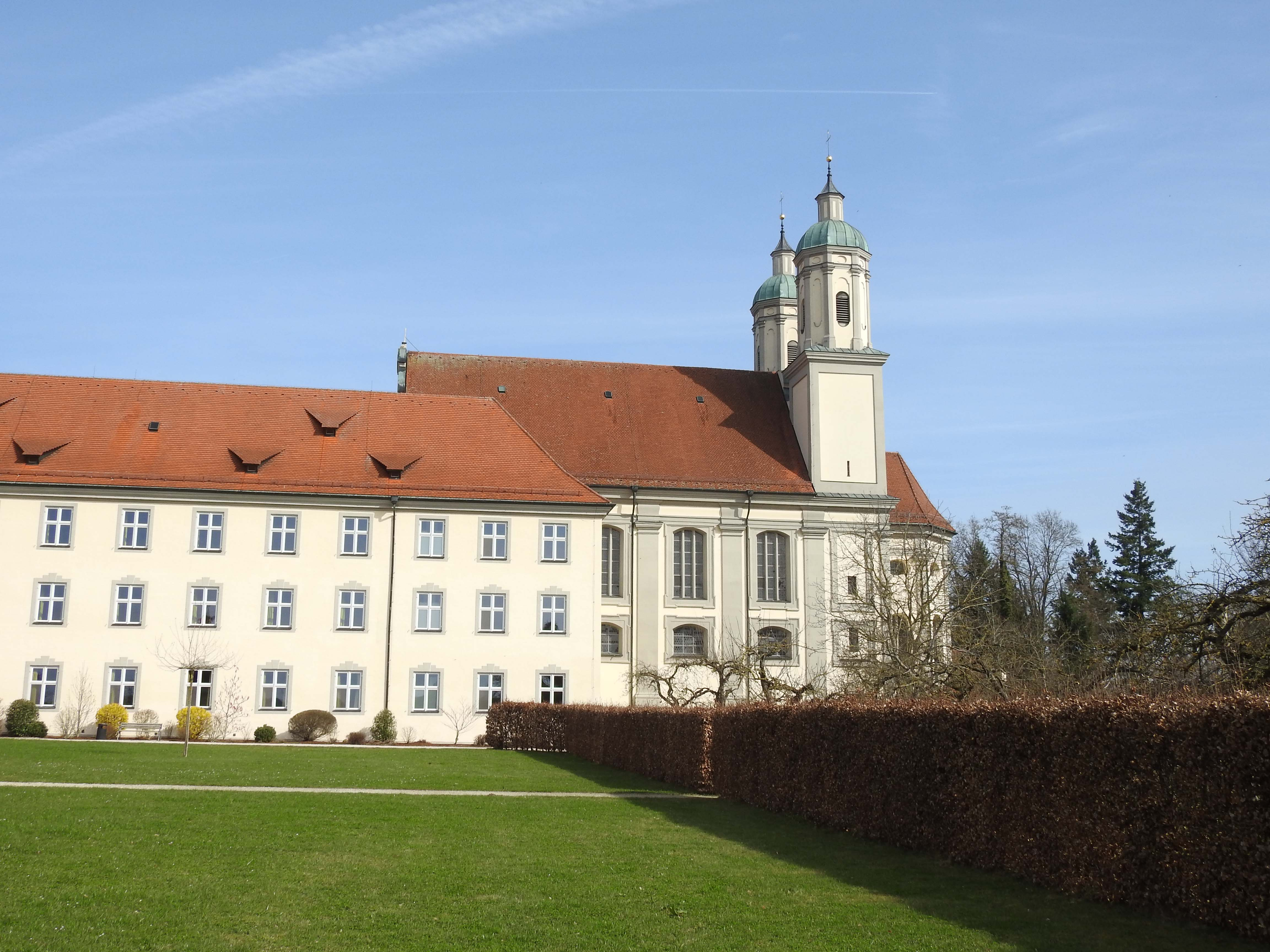
Kloster Holzen von Süden

Allmannshofen ist eine Gemeinde im schwäbischen Landkreis Augsburg. Sie ist Mitglied der Verwaltungsgemeinschaft Nordendorf.

## Geografie

### Lage
Allmannshofen liegt in der Region Augsburg.

### Gemeindegliederung
Es gibt 5 Gemeindeteile (in Klammern ist der Siedlungstyp angegeben):
- Allmannshofen (Pfarrdorf)
- Hahnenweiler (Weiler)[4]
- Holzen (Pfarrdorf)
- Klause (Einöde)[5]
- Schwaighof (Weiler)

Die Brunnenmahdsiedlung ist kein amtlich benannter Gemeindeteil.
Die Gemeinde besteht nur die Gemarkung Allmannshofen.

## Geschichte

### Bis zur Gemeindegründung
Allmannshofen gehörte den Reichsmarschallen von Pappenheim, ehe es 1688 an das Kloster Holzen überging, das unter der Landeshoheit des Hochstiftes Augsburg stand. Seit dem Reichsdeputationshauptschluss von 1803 gehört der Ort zu Bayern. Im Zuge der Verwaltungsreformen im Königreich Bayern entstand mit dem Gemeindeedikt von 1818 die heutige Gemeinde.

### Einwohnerentwicklung
| Jahr      | 1910 | 1961 | 1970 | 1987 | 1991 | 1995 | 2000 | 2005 | 2010 | 2015 | 2020 |
| Einwohner | 608  | 806  | 807  | 715  | 760  | 794  | 829  | 835  | 817  | 854  | 959  |

Zwischen 1988 und 2018 wuchs die Gemeinde von 731 auf 902 um 171 Einwohner bzw. um 23,4 %.

## Politik

### Bürgermeister
Erster Bürgermeister ist seit 1. Mai 2020 Markus Stettberger (Wählervereinigung Allmannshofen); dieser wurde mit 92,5 % der Stimmen gewählt. Dessen Vorgänger waren von 2002 bis 2020 Manfred Brummer (Wählervereinigung Allmannshofen) und Georg Kratzer (Aktive Bürger) bis 2002.

### Gemeinderat
Wie schon 2014, so legte bei der Kommunalwahl am 15. März 2020 nur die Wählervereinigung Allmannshofen eine Bewerberliste ein, die erneut alle acht Sitze im Gemeinderat erhielt. Die Wahlbeteiligung lag bei 59,7 %.
Weiteres Mitglied und Vorsitzender des Gemeinderates ist der Erste Bürgermeister.

### Wappen
|                         | Blasonierung: „Gespalten, vorne in Silber blaues Eisenhutfeh in drei Reihen, hinten in Eisenhutschnitt gespalten von Gold und Rot.“ |
| Wappenführung seit 1964 | |

## Kultur und Sehenswürdigkeiten

### Johannimarkt
Jedes Jahr zu Johanni findet im Kloster Holzen ein traditioneller Jahrmarkt statt: der Johannimarkt.

## Wirtschaft und Infrastruktur

### Wirtschaft einschließlich Land- und Forstwirtschaft
Am Arbeitsort gab es 2018 261 sozialversicherungspflichtig beschäftigten Personen (2010: 170 Personen). Sozialversicherungspflichtig Beschäftigte am Wohnort waren es 389 Personen (2010: 256 Personen). 2016 bestanden 15 landwirtschaftliche Betriebe (2010: 14 Betriebe) mit einer landwirtschaftlich genutzten Fläche von 536 ha (2010: 455 ha). Davon waren 433 ha Ackerland (2010: 376 ha).

### Verkehr
Allmannshofen wird im öffentlichen Nahverkehr durch folgende Linienverkehre bedient:
| Verbund/Betreiber   | Linie | Laufweg                                                           | Bedienungshäufigkeit                                        |
| ------------------- | ----- | ----------------------------------------------------------------- | ----------------------------------------------------------- |
| Stadtbus Donauwörth | 3     | Allmannshofen – Mertingen – Auchsesheim – Donauwörth – Zirgesheim | Montag bis Freitag dreimal täglich, samstags einmal täglich |
| AVV                 | 404   | Nordendorf – (Allmannshofen) – Ehingen – Buttenwiesen – Wertingen | Montag bis Freitag dreimal täglich                          |
| AVV                 | 412   | Nordendorf – Blankenburg – Ortlfingen – Ehingen – Allmannshofen   | Montag bis Freitag dreimal täglich                          |

### Bildung
In der Gemeinde gibt es eine Kindertagesstätte mit 45 Plätzen; am 1. März 2021 waren davon 43 belegt.